# Отворен скуп
У топологији и сродним областима математике, скуп U се назива отвореним ако, интуитивно говорећи, из сваке тачке x из U можемо да пређемо малу дистанцу у било ком смеру а да и даље останемо у скупу U. Другим речима, раздаљина између било које тачке x у U и ивице скупа U је увек већа од нуле.
Као пример, узмимо отворени интервал (0, 1) који се састоји од свих реалних бројева  за које важи 0 <  < 1. Овде се користи уобичајена топологија на реалној правој. Можемо ово да посматрамо на два начина. Како је свака тачка у интервалу различита од 0 и 1, раздаљина од те тачке до ивице је увек различита од нуле. Или, еквивалентно, за сваку тачку у интервалу можемо да пређемо малу раздаљину у било ком смеру без додиривања ивице, а остаћемо у скупу. Стога је интервал (0, 1) отворен. Међутим, интервал (0, 1], који се састоји до свих бројева  за које важи 0 <  ≤ 1 није отворен; ако посматрамо тачку x = 1 и померимо се колико год мало у позитивном смеру, бићемо изван интервала (0, 1].

## Мотивација
Интуитивно, отворени скуп пружа метод за разликовање две тачке. На пример, ако око једне од две тачке у тополошком простору, постоји отворени скуп који не садржи другу (различиту) тачку, те две тачке се називају тополошки разликовним. На овај начин може се говорити о томе да ли су две тачке, или уопштеније два подскупа, тополошког простора „близу“ без конкретног дефинисања удаљености. Стога се тополошки простори могу посматрати као генерализација простора опремљених појмом удаљености, који се називају метрички простори.
У скупу свих реалних бројева, један има природну еуклидску метрику; односно функција која мери растојање између два реална броја: d(x, y) = |x − y|. Дакле, за дати реални број x, може се говорити о скупу свих тачака блиских том реалном броју; односно унутар ε од x. У суштини, тачке унутар ε од x апроксимирају x до степена прецизности од ε. Треба имати на уму да је ε > 0 увек, али како ε постаје све мање и мање, добијају се тачке које апроксимирају x са све већим и вишим степеном тачности. На пример, ако је x = 0 и ε = 1, тачке унутар ε од x су управо тачке интервала (−1, 1); односно скуп свих реалних бројева између −1 и 1. Међутим, са ε = 0,5, тачке унутар ε од x су управо тачке (−0,5, 0,5). Јасно је да ове тачке апроксимирају x са већим степеном тачности него када је ε = 1.
Претходна дискусија показује, за случај x = 0, да се x може апроксимирати са све више и више степена тачности дефинисањем ε које је све мање и мање. Конкретно, скупови облика (−ε, ε) нам дају много информација о тачкама близу x = 0. Стога, уместо да говоримо о конкретној еуклидској метрици, можемо користити скупове да опишемо тачке близу x. Ова иновативна идеја има далекосежне последице; посебно, дефинисањем различитих колекција скупова који садрже 0 (различитих од скупова (−ε, ε)), могу се наћи различити резултати у вези са растојањем између 0 и других реалних бројева. На пример, ако бисмо дефинисали R као једини такав скуп за „мерење удаљености“, све тачке су близу 0, пошто постоји само један могући степен тачности који се може постићи у апроксимацији 0: бити члан R. Дакле, установљава се да је у неком смислу сваки реалан број удаљен 0 од 0. У овом случају може помоћи размишљање о мери као о бинарном услову: све ствари у R су подједнако близу 0, док свака ставка која није у R није близу 0.
Уопштено говорећи, породица скупова који садрже 0, који се користи за апроксимацију 0, може се представити као основа суседства; члан ове основе суседства се означава као отворени скуп. Заправо, ови појмови се могу генерализовати на произвољан скуп (X); а не само реалне бројеве. У овом случају, с обзиром на тачку (x) тог скупа, може се дефинисати колекција скупова „око” 'x (то јест, која га садржи), која се користи за апроксимацију 'x. Наравно, ова колекција би морала да задовољи одређена својства (позната као аксиоми) јер у супротном можда нећемо имати добро дефинисан метод за мерење удаљености. На пример, свака тачка у X треба да буде приближно x до одређеног степена тачности. Дакле, X би требало да буде у овој породици. Када почнемо да дефинишемо „мање“ скупове који садрже x, тежимо да апроксимирамо x на већи степен тачности. Имајући ово на уму, могу се дефинисати преостали аксиоме које породица скупова о x треба да задовољи.

## Дефиниције
Концепт отвореног скупа се може формализовати у више различитих степени општости.

### Функционално-аналитички
Скуп тачака у  се назива отвореним ако је свака тачка P из скупа унутрашња тачка.

### Еуклидски простори
Подскуп U еуклидског n-простора  се назива отвореним ако, за сваку дату тачку  из , постоји реалан број ε > 0 такав да свака дата тачка y из  чије је еуклидско растојање од x мање од ε, y такође припада скупу U. Еквивалентно,  је отворен ако свака тачка у U има околину која се налази у .

### Метрички простори
Подскуп U метричког простора  се назива отвореним ако за сваку дату тачку  из , постоји реалан број ε > 0 такав да свака дата тачка y из M са d(x, y) &lt; ε, y такође припада скупу U. (Еквивалентно,  је отворен ако свака тачка из U има околину која се налази у U.)
Ово је генерализација примера са еуклидским простором, јер је еуклидски простор са еуклидским растојањем метрички простор.

### Тополошки простори
У тополошким просторима, појам отворености се узима као фундаменталан.
Почиње се са произвољним скупом X и фамилијом подскупова од X који задовољавају одређена својства која сваки разуман појам отворености треба да има. Таква фамилија T подскупова се назива топологијом на X, а чланови фамилије се називају отвореним скуповима тополошког простора (X, T). Бесконачни пресеци отворених скупова не морају да буду отворени. Скупови који се могу конструисати као пресеци пребројиво много отворених скупова се означавају као  скупови.
Тополошка дефиниција отворених скупова генерализује дефиницију код метричких простора:
Ако се пође од метричког простора и дефинишу отворени скупови као горе, тада фамилија свих отворених скупова гради топологију на метричком простору.
Сваки метрички простор је стога тополошки простор у природном смислу.
(Постоје међутим тополошки простори који нису метрички простори.)

## Својства
Празан скуп је отворен. Унија пребројиво много отворених скупова је отворена. Пресек коначног скупа отворених скупова је отворен.

## Употребе
Отворени скупови су од основног значаја за топологију. Овај појам је неопходан да би се дефинисао и имао смисла тополошки простор, и друге тополошке структуре које се баве појмовима затворености и конвергенције за просторе као што су метрички простори и униформни простори.
Сваки подскуп A тополошког простора X садржи (можда празан) отворен скуп; највећи такав отворен скуп се назива унутрашњошћу од A.
Може се конструисати узимањем уније свих отворених скупова који се садрже у A.
Нека су дати тополошки простори X и Y и функција f из X у Y. Функција f је непрекидна ако је оригинал сваког отвореног скупа у Y отворен у X.
Пресликавање f се назива отвореним ако је слика сваког отвореног скупа из X отворена у Y.
Отворен скуп на реалној правој има карактеристично својство да је пребројива унија дисјунктних отворених интервала.

## Напомена
Треба имати у виду да да ли је скуп U отворен зависи од околног простора. На пример, ако је U дефинисан као скуп рационалних бројева у интервалу (0, 1), онда је U отворен у рационалним бројевима, али није отворен у реалним бројевима. Ово је случај јер када је U у рационалним бројевима не постоје ирационални бројеви на које се може прећи - најмањи могући померај је са једног рационалног броја на други. Такође, небитно колико је елемент од U близу 0 или 1, увек постоји нови рационалан број између њега и 0 или 1, па од сваког елемента U увек може да се направи довољно мали померај да се приђе 0 или 1 а да се остане у U. Али, када је овај скуп у реалним бројевима, постоје ирационални бројеви између свих рационалних бројева и могуће је да се са елемента U пређе на ирационалан број (који није елемент од U). Тако, за сваки померај од неког почетног елемента из U у неки други елемент, увек постоји мања раздаљина од почетног елемента до ирационалног броја, који је изван U. (Иако ирационалан број може бити између 0 и 1, он није у U јер U садржи само рационалне бројеве.)
Неки скупови су и отворни и затворени (затворени-отворени скупови); у R и другим повезаним просторима, само су празан скуп и цео простор затворени-отворени, док је скуп свих рационалних бројева мањих до √2 затворен-отворен у рационалним бројевима. Док остали нису ни отворени ни затворени, попут (0, 1] у R. У ствари, скуп (0, 1] је унија скупова (0, 1) (који је отворен) и [1] (који је затворен). Ваља имати у виду да отворен скуп није супротност затвореном скупу, већ је затворен скуп комплемент отвореног скупа.